# 4 Your Love (album)
4 Your Love è un album della cantante veneziana dance Moony uscito nel 2009 per il solo mercato giapponese.
L'album oltre a contenere i singoli Dove (I'll Be Loving You), Acrobats (Looking for Balance) e Flying Away del precedente Lifestories, raccoglie tutti i singoli di Moony pubblicati dopo di esso fino al 2009 più le precedenti collaborazioni col dj veneziano Spiller.

## Tracce
1. Dove (I'll Be Loving You) (live 09) (5:15)
2. For Your Love (3:42)
3. He's All I Want (3:41)
4. De Fact (3:38)
5. I Don't Know Why (Jerome D'Isma-Ae Radio Edit) (4:13)
6. Ride my Time (6:36)
7. Believe - Moony feat. DB Boulevard (5:10)
8. Flying Away (T&F vs. Moltosugo Radio) (3:56)
9. Lend a Hand (4:17)
10. Tears (Are Falling Down) (5:07)
11. Little bird (3:37)  Moony feat. Ricky Luchini
12. My Frequency (3:48)
13. What's The Matter (10:22)
14. I Don't Know Why (Viale & DJ Ross Radio Cut) (3:52)
15. He's All I Want (T&F Club Mix) (7:40)